# Totem del Tambo
El Totem del Tambo es un gran petroglifo que representa la cara de un mono y otras figuras zoomorfas. 

## Ubicación
Se encuentra no muy lejos del río Tambo en el departamento de Ucayali (Perú). El río Tambo es un río del Perú, que constituye la parte superior del curso del río Ucayali, y parte del curso principal del Río Amazonas. El río Tambo discurre por la vertiente oriental de los Andes peruanos, en la parte central del país.

## Interpretación
Según varios investigadores el Totem del Tambo sería la representación de la cara de un mono, animal típico de la selva y símbolo de la lluvia y fertilidad. La piedra, de unos cinco metros de longitud, muestra un petroglifo en su parte frontal, que ilustra el rostro de un ser simiesco o antropomorfo. Probablemente, este magistral grabado era adorado por los pueblos indígenas, antepasados de los Ashaninka. En la parte posterior de la roca se pueden ver otros petroglifos, esta vez zoomorfos (peces).